# Mezipatra

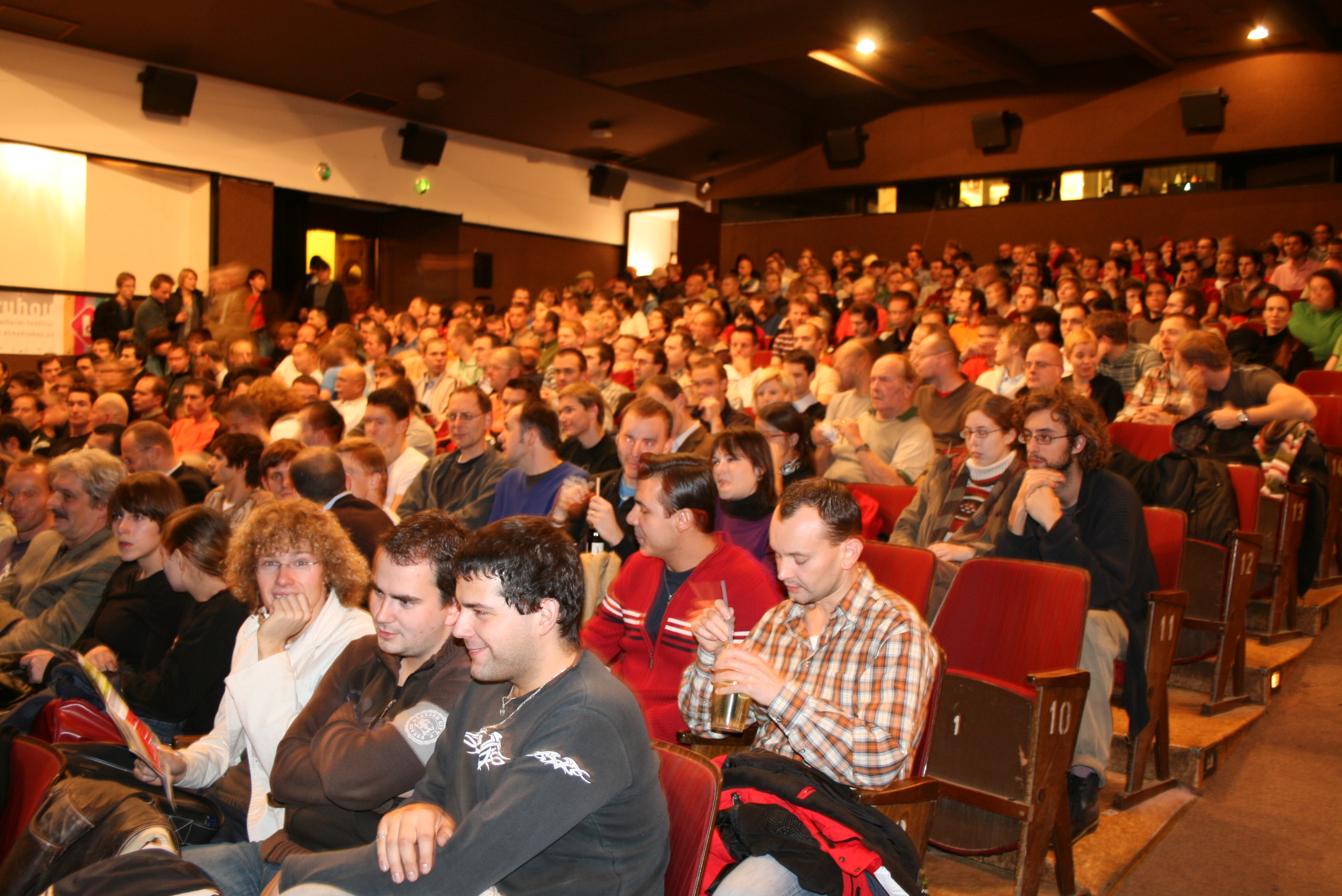
Publiczność festiwalowa podczas zakończenia Mezipater w 2007 roku

Festiwal Filmów Queer „Mezipatra” (czes. Mezipatra queer filmový festival, ang. Mezipatra Queer Film Festival) – czeski festiwal filmowy środowiska LGBT organizowany w Brnie i Pradze od 2000 roku corocznie na przełomie października i listopada. Część wydarzeń festiwalowych odbywa się również w kilku innych czeskich miastach. Imprezy festiwalowe obejmują projekcje filmów fabularnych i dokumentalnych, dyskusje, przedstawienia teatralne i muzyczne. W języku polskim nazwę festiwalu można przetłumaczyć jako „Międzypiętra”. Nazwa ta symbolizuje przestrzeń dla wszelkiego rodzaju spotkań między ludźmi, niezależnie od ich specyfiki. Głównym organizatorem festiwalu jest czeskie stowarzyszenie gejów, lesbijek i ich przyjaciół Stud Brno.
Jego dyrektorem jest Aleš Rumpel, czeski działacz na rzecz LGBT. W kręgu zainteresowania festiwalu jest szeroko pojęte kino zajmujące się mniejszościami seksualnymi. Dużą część z pokazywanych filmów stanowią produkcje z krajów Europy Wschodniej. Główne seanse odbywają się w praskim kinie „Svetozor”. Festiwal Mezipatra współpracuje blisko z krakowskim festiwalem kultury gejowskiej i lesbijskiej Kultura dla Tolerancji.

## Historia

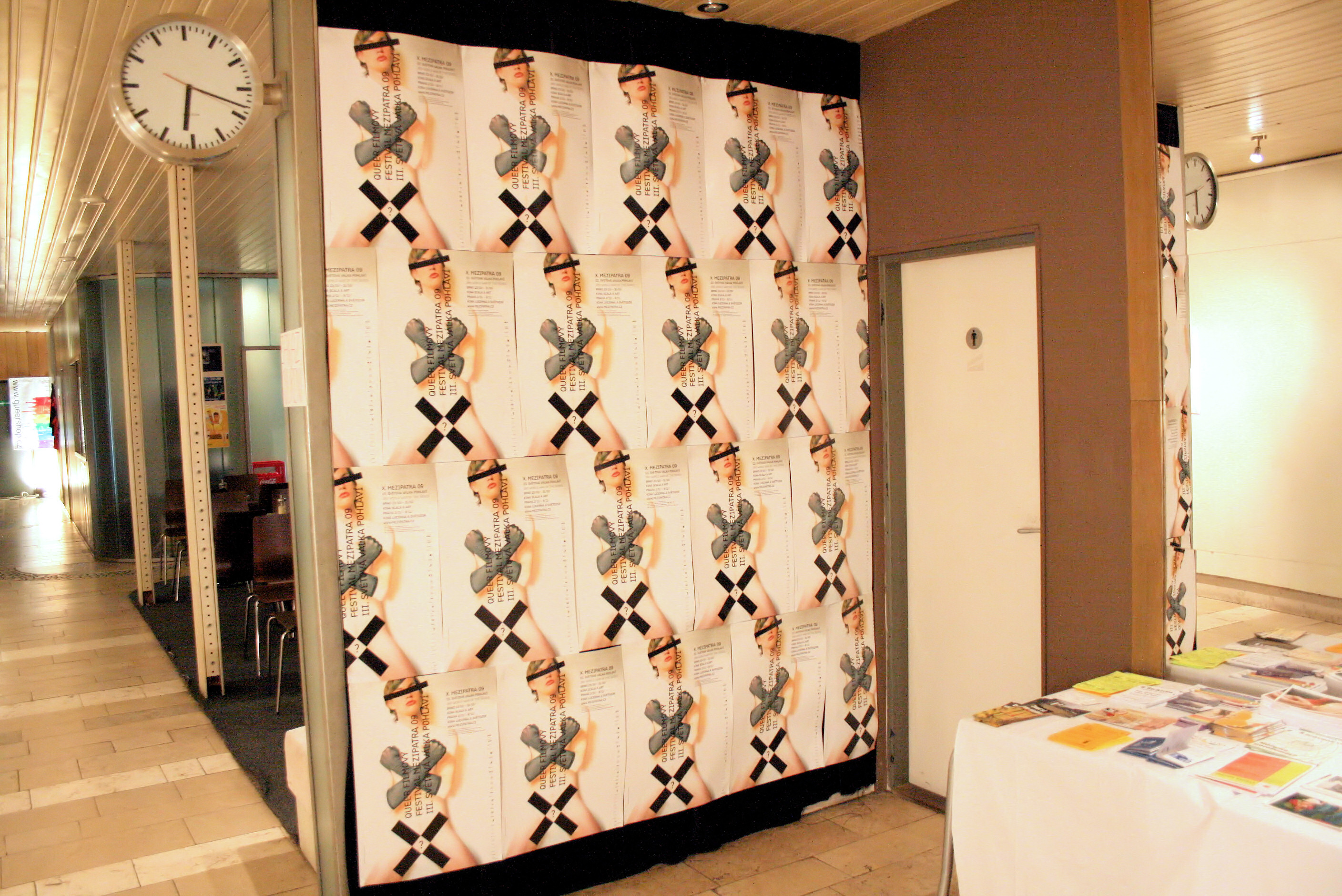
Mezipatra 2009 i plakaty autorstwa Jana Kolářa

Festiwal wyrósł z przeglądu filmowego o nazwie „Duha nad Brnem” (Tęcza nad Brnem) zorganizowango po raz pierwszy 19-22 czerwca 2000 r. w salach kina „Art”. Pokazano wówczas 7 filmów fabularnych i dokument w reżyserii Štefana Vraštiaka, trzy spektakle muzyczne Teatru Narodowego w Brnie oraz trzy wystawy fotografii autorów ze środowiska gejowskiego. Odnotowano wówczas frekwencję w liczbie 800 widzów. Ponadto w ramach przeglądu, 24 czerwca odbyła się gala konkursu na najsympatyczniejszego geja „Gay Man ČR 2000” zorganizowana w Laser Show Hall brneńskiego Boby Center, w której wzięło udział kilka tysięcy osób.
Druga edycja przeglądu trwała od 11 do 17 czerwca 2001 r. Wśród 16 zaprezentowanych filmów znalazły się 3 dokumenty, a obejrzało je łącznie 1 800 widzów. W foyer kina „Art” gościła wystawa fotografii, a finałową imprezą towarzyską stało się całonocne party w restauracji „Hvězda Filmová” prowadzone przez DJ Martina. Ponadto w dwóch brneńskich szkołach zaprezentowano filmy zajmujące się tematyką HIV/AIDS.
Od trzeciej edycji w 2002 r. odbywał się już jako festiwal filmowy pod nazwą Český gay a lesbický filmový festival „Mezipatra” (Czeski Gejowski i Lesbijski Festiwal Filmowy „Mezipatra”), a wydarzenia festiwalowe miały miejsce zarówno w Brnie, jak i w Pradze.
W piątej edycji (2004) ponad 8 000 widzów uczestniczyło w seansach 67 filmów i dwudziestu innych wydarzeniach: spektaklach, odczytach, wystawach i występach muzycznych. Festiwal po raz pierwszy zwrócił uwagę na główny temat, który było „Rodzicielstwo gejów i lesbijek”. Ambicje festiwalu podkreślił rosnący udział międzynarodowych artystów. Festiwalowe pokazy filmów zagościły także w Hradec Králové.
Szósta edycja (2005) odbyła się w Brnie, Pradze i po raz pierwszy w Cieszynie. Odnotowano, że blisko 90% spośród prezentowanych filmów pokazywano jako premierowe. Program filmowy dopełniły cztery wystawy fotografii, dwa panele dyskusyjne, odczyty, wieczór literacki, dwa koncerty i piętnaście spektakli teatralnych. Festiwal przyciągnął 8 500 widzów.
Siódma edycja (2006), której tematem było „Dojrzewanie” odbyła się ponownie w Brnie, Pradze oraz dodatkowo w Cieszynie. W dwóch dużych miastach odbyło się 85 seansów i 30 imprez towarzyszących, w których wzięło łącznie udział 10 500 widzów. Oprawę plastyczną i festiwalową statuetkę zaprojektował artysta plastyk Zdeněk Vacek. Uroczystość wręczenia nagród prowadziła laureatka nagrody Alfred Radoka, aktorka Ivana Uhlířová. Patronat nad festiwalem objął po raz pierwszy prezydent Czech Václav Havel i burmistrz Pragi, Pavel Bém.
Motywem przewodnim ósmej edycji (2007) był „Bunt”. 95 festiwalowych seansów zorganizowano w dziewięciu salach kinowych Pragi i Brna. Pofestiwalowe projekcje odbyły się ponadto w Cieszynie, Ołomuńcu oraz w Bratysławie, stolicy Słowacji. Festiwalowa oprawa plastyczna była dziełem designera Michala Pěchoučeka, laureata prestiżowej nagrody Jindřicha Chalupeckého.
Dziewiąta edycja (2008) prowadzona była pod hasłem „Życie po...” i prezentowała historie bohaterów po zmianie płci, po postawieniu diagnozy, po stracie partnera. Wizytówką festiwalu stała się piosenka skomponowana przez Janka Růžičkę oraz oprawa plastyczna autorstwa Martina Hrdiny. Zaprezentowano również retrospektywę niemieckiego reżysera Rosy von Praunheim.
Hasłem dziesiątego festiwalu (2009) była „Trzecia wojna światowa płci”. Prezentowane filmy i towarzyszący program koncentrował się na temacie stereotypowych wyobrażeń ról płciowych i biologicznie zdeterminowanych różnic. Retrospektywna poświęcona była brytyjskiemu reżyserowi Derekowi Jarmanowi. Nowe logo i wizualny design festiwalu zaprojektował Jan Kolář. Począwszy od 2009 r. festiwal nosi nowy podtytuł „queer filmový festival” podkreślający związki imprezy z szeroko pojętą kulturą queer. Do miast festiwalowych dołączyły Ołomuniec i Ostrawa. Praskie wydarzenia festiwalowe były relacjonowane przez drugi kanał publicznej Telewizji Czeskiej.

## Nagrodzeni

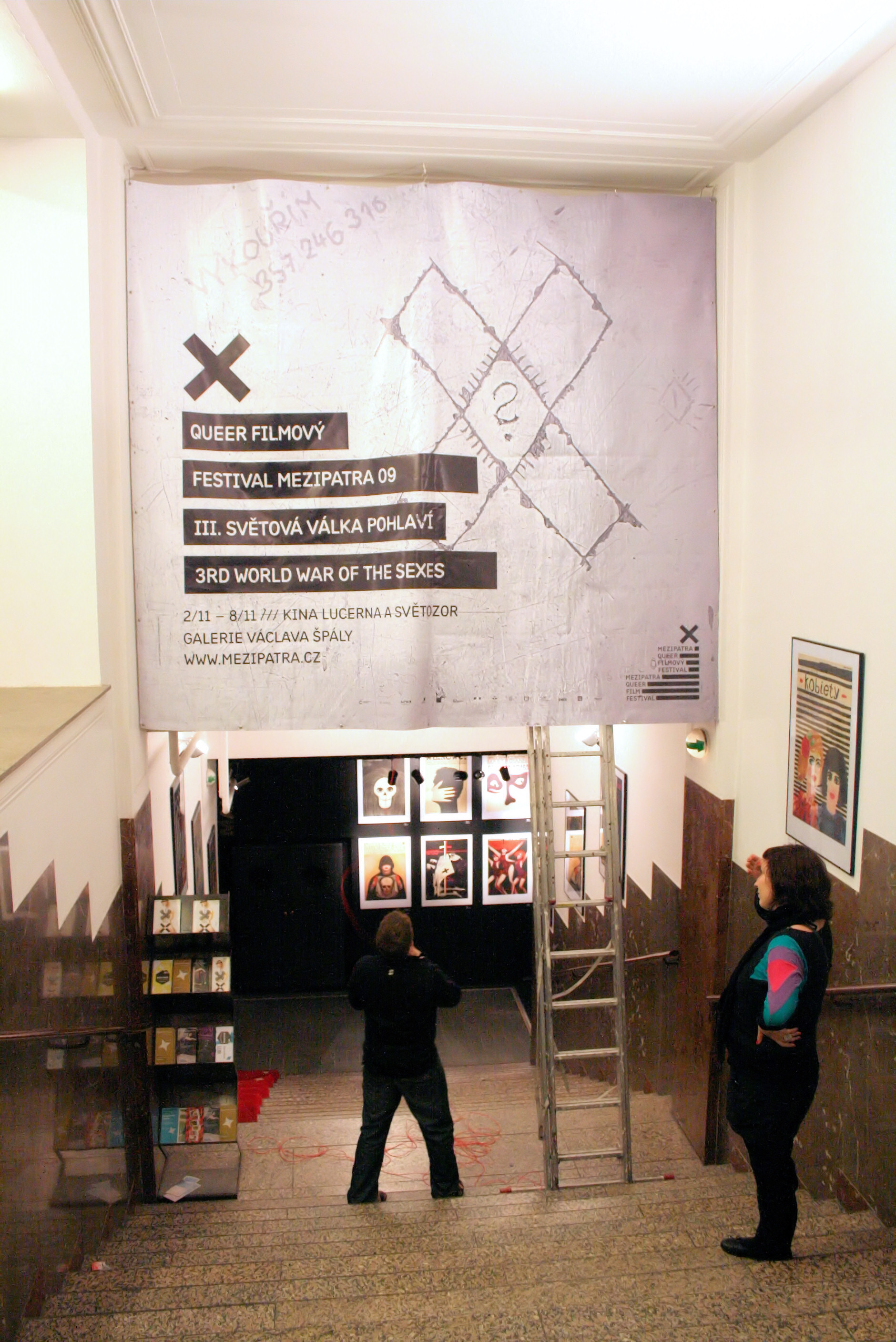
Mezipatra 2009 w praskim kinie „Svetozor”

Na festiwalu, od jego początków, filmy ocenia publiczność. Począwszy od czwartej edycji ocenia je również jury. Zwycięzcami konkursów w poszczególnych latach zostały następujące filmy:
Nagroda publiczności dla najlepszego filmu
- 2009: Półtoraroczny Patryk (Patrik 1,5), reż. Ella Lemhagen, Szwecja
- 2008: Śniadanie ze Scotem (Breakfast with Scot), reż. Laurie Lynd, Kanada
- 2007: Bańka mydlana (Ha-Buah), reż. Etan Fox, Izrael
- 2006: Whole New Thing, reż. Amnon Buchbinder, Kanada
- 2005: Supper Man, reż. Albert Vlk, Słowacja
- 2004: Mambo italiano, reż. Émile Gaudreault, USA / Kanada
- 2003: Tillsammans, reż. Lukas Moodysson, Szwecja / Dania / Włochy
- 2002: Le fate ignoranti, reż. Ferzan Özpetek, Włochy / Francja
- 2001: Wszystko o mojej matce (Todo sombre mi madre), reż. Pedro Almodóvar, Hiszpania / Francja

Nagroda głównego jury dla najlepszego filmu
- 2010: 80 dni (80 Egunean), reż, Jon Garaño i José Mari Goenaga, Hiszpania
- 2009: Morrer como um homem, reż. João Pedro Rodrigues, Francja / Portugalia
- 2008: Mein Freund aus Faro, reż. Nana Neul, Niemcy
- 2007: Świadkowie (Les témoins), reż. André Téchiné, Francja
- 2006: Whole New Thing, reż. Amnon Buchbinder, Kanada
- 2005: Cachorro, reż. Miguel Albaladejo, Hiszpania
- 2004: Do I Love You?, reż. Lisa Gornick, Wielka Brytania
- 2003: Oi! Warning, reż. Benjamin i Dominik Reding, Niemcy

Nagroda studenckiego jury dla najlepszego filmu krótkometrażowego
- 2010: Tom, reż. Nimrod Shapira, Izrael
- 2009: Haboged, reż. Tomer Velkoff, Izrael
- 2008: Bræðrabylta (Wrestling), reż. Grímur Hákonarson, Islandia
- 2007: Who's the Top?, reż. Jennie Livingston, USA
- 2006: Offerte speciali, reż. Gianni Gatti, Włochy
- 2005: Kär i natten (Nights in Love), reż. Hakon Liu, Szwecja
- 2004: Thick Lips Thin Lips, reż. Paul Lee, Kanada